# Thea Bjelde
Thea Bjelde (Sogndal, 5 juni 2000) is een voetbalspeelster uit Noorwegen. Ze speelt als middenvelder voor VfL Wolfsburg in de Bundesliga.

## Clubcarrière
Bjelde begon haar carrière bij Sogndal Fotball. Daarvoor kwam ze uit in de Eerste Divisie van Noorwegen In 2016 stapte ze over naar Kaupanger IL in de tweede divisie van Noorwegen.
Op 16-jarige leeftijd ging Bjelde naar Arna-Bjørnar. Voor deze club maakte ze haar debuut in de Toppserien. In 2018 brak Bjelde definitief door toen ze een fantastisch seizoen had waarin ze met haar club op de derde plek eindigde in de Toppserien. Bjelde won de prijs van Speler van het jaar en was genomineerd voor doorbraak van het naar 2022.
In begin 2019 kreeg Bjelde een flinke tegenslag te verwerken. Doordat ze een kruisbandblessure opliep, kon ze een jaar niet voetballen. Ze kwam sterker terug na de blessure en werd beloond met een oproep voor het Noorse nationale team. In 2020 werd Bjelde uitgeroepen tot speler van het jaar van Andrea-Bjørnar.  Op 21-jarige leeftijd werd Bjelde aanvoerder van Arna-Bjørnar.
Op 18 juli 2021 werd bekend dat Bjelde de overstap maakte naar de Noorse topclub Valerenga IF. Met Valerenga IF werd Bjelde landskampioen en was ze volgens het Noorse publiek de beste speelster in de bekerfinale tegen Sandviken.
Op 16 juni 2025 tekende Bjelde een driejarig contract bij de Duitse Bundesligaclub VfL Wolfsburg.

## Statistieken
| Seizoen | Club         | Land      | Competitie | Wedstrijden | Doelpunten |
| ------- | ------------ | --------- | ---------- | ----------- | ---------- |
| 2016    | Kaupanger IL | Noorwegen | Toppserien | 11          | 9          |
| 2016    | Arna-Bjørnar | Noorwegen | Toppserien | 2           | 0          |
| 2017    | Arna-Bjørnar | Noorwegen | Toppserien | 7           | 1          |
| 2018    | Arna-Bjørnar | Noorwegen | Toppserien | 22          | 0          |
| 2019    | Arna-Bjørnar | Noorwegen | Toppserien | 5           | 0          |
| 2020    | Arna-Bjørnar | Noorwegen | Toppserien | 18          | 0          |
| 2021    | Arna-Bjørnar | Noorwegen | Toppserien | 7           | 1          |
| 2021    | Vålerenga IF | Noorwegen | Toppserien | 8           | 0          |
| 2022    | Vålerenga IF | Noorwegen | Toppserien | 20          | 3          |
| 2023    | Vålerenga IF | Noorwegen | Toppserien | 26          | 6          |
| 2024    | Vålerenga IF | Noorwegen | Toppserien | 22          | 3          |
| 2025    | Vålerenga IF | Noorwegen | Toppserien | 11          | 2          |
| Totaal  | Totaal       | Totaal    | Totaal     | 159         | 22         |

Laatste update: 16 juni 2025

## Interlandcarrière
Bjelde is international geweest van Noorwegen onder 15, onder 16, onder 17, onder 19, onder 23 en tegenwoordig voor het seniorenteam van Noorwegen.
In oktober 2020 werd Bjelde voor het eerst opgeroepen voor Noorse seniorenteam.
Bjelde werd opgenomen in de selectie van Noorwegen voor het EK 2022. Bjelde speelde geen minuut op dit eindtoernooi en werd met haar land uitgeschakeld in de groepsfase na een 1-0 nederlaag tegen Oostenrijk.
Op 7 oktober 2022 maakte Bjelde haar debuut voor Noorwegen in een geheim vriendschappelijk duel op 7 oktober 2022 tegen Brazilië in het Ullevaalstadion in Oslo.
Op 19 juni 2023 maakte bondscoach Hege Riise haar selectie voor het WK 2023 bekend en daarin was een plekje ingeruimd voor Bjelde. Bjelde kwam alle vier de wedstrijden van Noorwegen in actie. Noorwegen kwam tot de achtste finale waarin Japan met 3-1 te sterk was.